# ماری مایلز مینتر
ماری مایلز مینتر (انگلیسی: Mary Miles Minter؛ ۲۵ آوریل ۱۹۰۲ – ۴ اوت ۱۹۸۴) یک هنرپیشه اهل ایالات متحده آمریکا بود.